# Bedretto
Bedretto é uma comuna da Suíça, no Cantão Tessino, com cerca de 74 habitantes. Estende-se por uma área de 75,2 km², de densidade populacional de 1 hab/km². Confina com as seguintes comunas: Airolo, Cevio, Formazza (IT-VB), Lavizzara, Oberwald (VS), Realp (UR), Ulrichen (VS).
A língua oficial nesta comuna é o Italiano.